# Chris Eubank
Chris Eubank (Dulwich, 8 agosto 1966) è un ex pugile britannico.

## Biografia
Nato in Inghilterra, cresce in Giamaica prima di tornare, all'età di 8 anni, a vivere nella sua terra natia, a Peckham. Cresciuto in povertà, ha un'infanzia difficile, espulso da numerose scuole divenne già molto giovane dipendente da alcool e marijuana. Secondo alcune fonti sarebbe anche entrato a far parte di una baby-gang, ma Eubank ha smentito la notizia in un'intervista su Kerrang! Radio. A 16 anni suo padre lo mandò a vivere nel Bronx di New York con la madre.
Eubank inizia bene nel Bronx, smettendo con l'alcool e la droga, andando in chiesa e a scuola, alla Morris High School (si diploma nel 1986). Nel tempo libero si allena al Jerome Boxing Club, sulla Westchester Avenue, seguendo l'esempio dei suoi due fratelli maggiori.
Diventa un pugile dilettante e nel 1984 vince il New York Spanish Golden Gloves. L'anno successivo raggiunge le semifinali del New York Daily News Golden Gloves, al Madison Square Garden, diventando famoso in negativo per aver morso la spalla del suo avversario.
Diventa professionista dopo l'arrivo di una bolletta telefonica che sua madre non era in grado di pagare; esordisce poco più che diciannovenne al Sands Hotel Casino di Atlantic City contro Tim Brown, un altro esordiente, che batte ai punti in 4 round. Allo stesso modo vince sempre ad Atlantic City i quattro incontri successivi. Nel gennaio 1988 torna in patria e qui inizia a combattere con maggiore frequenza. Nel primo incontro manda al tappeto il suo avversario al primo round. Seguono numerose vittorie, con avversari via via più importanti.
Nel 1990 sconfigge il quotato brasiliano Reginaldo Dos Santos per ko, al 1º round, in 20 secondi, guadagnandosi una chance per il mondiale WBO dei medi. Qualche mese dopo diventa campione battendo Nigel Benn per ko alla nona ripresa. Difende la corona contro l'allora imbattuto Dan Sherry, Gary Stretch e Michael Watson.
Alla fine del 1991 incontra di nuovo Watson, alla White Hart Lane per il mondiale vacante dei supermedi WBO. Eubank vince per ko al 12º round, Watson rimane 40 giorni in coma, subisce sei interventi chirurgici e rimane sofferente di una parziale paralisi permanente. Gli effetti anche su Eubank furono molto netti: manifestò la voglia di limitare al massimo le vittorie per ko e infatti vinse la grande maggioranza degli incontri ai punti; inoltre non combatté più nei pesi medi.
A partire dal 1992 difende questo titolo supermedi WBO contro Thulani Malinga, John Jarvis, Ron Essett, Tony Thornton, Juan Carlos Gimenez Ferreyra e Lyndell Holmes, tutti sconfitti ai punti (tranne Jarvis, ko3). Difende anche contro Ray Close, con cui pareggia a Glasgow.
Il 9 ottobre 1993 ha la possibilità di riunificare i titoli WBO e WBC, ma pareggia all'Old Trafford con Nigel Benn. Difende quindi la cintura WBo battendo Graciano Rocchigiani, ancora R.Close, Mauricio Amaral Costa, Sam Storey, Dan Schommer e Henry Wharton, fino a perderla nel 1995 con Steve Collins.
Dopo due incontri interlocutori vinti per ko1 ottiene la rivincita, ma Collins lo sconfigge ancora ai punti al Páirc Uí Chaoimh di Cork. Due anni dopo la cintura torna vacante e alla Sheffield Arena Eubanks, poco allenato, affronta Joe Calzaghe, finendo ancora una volta sconfitto ai punti.
Nel 1998 tenta la strada dei mediomassimi, lottando in due incontri con Carl Thompson per la cintura WBO, perdendo in entrambi i casi: ai punti alla Nynex Arena di Manchester e per ko12, prima e unica sconfitta prima del limite della sua carriera, alla Ponds Forge Arena di Sheffield.
Si ritira quindi con un record di 45 vittorie, 5 sconfitte e due pareggi, con 23 successi prima del limite e 20 incontri consecutivi con una cintura in palio.
Nel 2022 entra nel cast del film Steve - Un mostro a tutto ritmo interpretando Re Gorge.

## Vita privata
Eubank è noto per essere un uomo eccentrico. Oltre che per le sue indiscutibili doti fisiche e atletiche è famoso anche per il suo caratteristico ingresso nel ring: saltando la corda più alta. Guida autoveicoli e motociclette strane e personalizzate, cammina portandosi dietro un bastone. È stato il primo britannico a possedere un Hummer.
Nel 1991 e nel 1993 ha vinto il Britain's Best Dressed Man (uomo meglio vestito della Gran Bretagna); nel 1998 e nel 2001 il Gold Tie Pin Award; nel 1993 e nel 1995 il Daily Express Best Dressed Sportsman Award.
Eubank è sposato (e divorziato) con quattro figli. Ha partecipato al Celebrity Big Brother di Channel four nel 2001.
Nel 2002 è stato il soggetto del documentario di Louis Theroux intitolato When Louis met Chris Eubank. Nel 2003 la televisione ha seguito la sua famiglia per cinque mesi, traendone il programma At Home With The Eubanks, trasmesso sul canale Five. Nel sondaggio del 2003 di Channel Four è stato classificato come il 96º britannico più odiato.
In un sondaggio del gennaio 2006 della rivista BBC Homes and Antiques è stato votato come seconda celebrità più eccentrica del mondo (dopo Björk). Per un'inchiesta del Readers Digest è la terza celebrità più stupida del Regno Unito.
Il 9 luglio 2021 il figlio Sebastian, nato nel 1991, pugile professionista vincitore di tre incontri, è stato trovato morto in una spiaggia di Dubai a seguito di un probabile annegamento.

## Casi giudiziari
Nel settembre 2005 è stato riconosciuto colpevole di aver preso e guidato un veicolo senza permesso. Ciò è accaduto a Brighton dove Eubank è saltato su un camion che stava consegnando birra e lo ha mosso dalla sua posizione bloccando la strada. Ha avuto 450£ di multa e sei punti in meno sulla patente.
Ha avuto numerose frizioni con la polizia per manifestazione non autorizzata all'interno della zona intorno al parlamento, in particolare in occasione di mobilitazioni contro la guerra in Iraq.
Nel 2005 ha dichiarato bancarotta, non pagando così 1,3 milioni di £ in tasse. Questo l'ha portato all'arresto nel 2007.
È stato coinvolto in un incidente stradale in cui una persona è deceduta, ma la sua posizione è stata immediatamente archiviata dal tribunale.

## Attivismo politico
Fin dal 2003 ha osteggiato la guerra in Iraq, denunciando il proprio premier Tony Blair come causa del terrorismo. Il 22 febbraio 2007 è stato arrestato per avere invaso la zona protetta intorno al Parlamento con il proprio camion; Eubank voleva protestare contro l'invio del Principe Harry in Iraq.